# Параду
Параду (фр. Paradou) — коммуна на юго-востоке Франции в регионе Прованс — Альпы — Лазурный Берег, департамент Буш-дю-Рон, округ Арль, кантон Салон-де-Прованс-1.
Площадь коммуны — 16,15 км², население — 1263 человека (2006) с выраженной тенденцией к росту: 1638 человек (2012), плотность населения — 101,4 чел/км².

## Население
Население коммуны в 2011 году составляло 1526 человек, а в 2012 году — 1638 человек.
| 1962 | 1968 | 1975 | 1982 | 1990 | 1999 | 2006 | 2008 | 2011 | 2012 |
| ---- | ---- | ---- | ---- | ---- | ---- | ---- | ---- | ---- | ---- |
| 532  | 526  | 640  | 809  | 926  | 1162 | 1263 | 1290 | 1526 | 1638 |

Динамика населения:

## Экономика
В 2010 году из 879 человек трудоспособного возраста (от 15 до 64 лет) 649 были экономически активными, 230 — неактивными (показатель активности 73,8 %, в 1999 году — 67,5 %). Из 649 активных трудоспособных жителей работали 591 человек (315 мужчин и 276 женщин), 58 числились безработными (14 мужчин и 44 женщины). Среди 230 трудоспособных неактивных граждан 68 были учениками либо студентами, 77 — пенсионерами, а ещё 85 — были неактивны в силу других причин.
На протяжении 2010 года в коммуне числилось 607 облагаемых налогом домохозяйств, в которых проживало 1395,5 человек. При этом медиана доходов составила 23 тысячи 788 евро на одного налогоплательщика.